# 証券会社
証券会社（しょうけんがいしゃ、英語: securities company）とは、有価証券（株式や債券など）の売買の取次ぎや引受けなどを行う企業。

## 日本の証券会社

### 概説

#### 法律上の規定
日本においては、通常、金融商品取引法に規定される金融商品取引業者のうち、第一種金融商品取引業（有価証券関連業に該当するものに限る。）を行う者を指す。
かつては、証券取引法において登録（1998年までは免許）を受けて証券業を営む会社を指す法令用語であったが、2007年9月30日の金融商品取引法への改正施行に伴ってこの概念が廃止され、従前の証券会社は、経過規定により、金融商品取引法第28条第1項第1号、第2号および第3号ハに掲げる行為に係る業務、有価証券等管理業務ならびに第二種金融商品取引業を行う金融商品取引業者とされた（「みなし登録第一種業者」）。これまでの証券業の概念は、概ね有価証券関連業として定義された。
金融商品取引法第33条第1項により、「銀行、協同組織金融機関その他政令で定める金融機関は、有価証券関連業又は投資運用業を行つてはならない。」として、金融機関（銀行等）が有価証券関連業を行うことを禁止している。しかしながら、同法同条第2項により、有価証券関連業の一部を営むことは可能である。
第1種金融商品取引業は金融庁長官の登録制である。登録要件は(1)株式会社である(2)資本金5000万円以上である(3)自己資本比率が120%以上である、ほかに社内の「人的構成」や主要株主の規制があり、従来の証券取引法と比較して厳格になった。

#### 免許・登録制度
1968年4月1日に、それまでの登録制に代わる形で「免許制」が導入されたが、1998年証券取引法改正により免許制を廃し、「登録制」に移行した。
なお、免許制時代には、免許が細分化され、業務ごとに以下のような免許があり、この全ての免許を有する証券会社を「総合証券会社」と表現された。
- 第1号免許 - 自己計算売買, ディーリング（Dealing）
- 第2号免許 - 売買仲介, ブローカレッジ（Brokerage）
- 第3号免許 - 引受, アンダーライティング（Underwriting）
- 第4号免許 - 売り捌き, セリング（Selling）

なお、登録制に移行した現在においても、有価証券店頭デリバティブ取引等の取り扱いを行う業務、有価証券の元引受を行う業務、私設取引システム（PTS）を開設・運営する業務については、第29条によりそれぞれ「認可制」となっている。

#### 行政所管
証券会社の行政管轄は財務省の各地方財務局(北海道、東北、関東、東海、北陸、近畿、中国、四国、九州、福岡財務支局、沖縄総合事務局)が金融庁長官の委任により担当している。しかし、全国規模の証券会社に関しては内閣府傘下の金融庁が直接担当している。

### 主要な証券会社
一覧については日本の企業一覧 (証券・商品先物取引)も参照。
ここでは主要な証券会社 について、系譜を添えて紹介することとする。

#### 大手証券
五大証券とも呼ばれ国内外に拠点を持ちリテール業務から投資銀行業務までフルサービスを提供している。
- 野村證券 （野村ホールディングス）
- 大和証券 （大和証券グループ本社）
- SMBC日興証券 （三井住友フィナンシャルグループ）
- みずほ証券 （みずほフィナンシャルグループ）
- 三菱UFJモルガン・スタンレー証券 （MUFG完全子会社の三菱UFJ証券ホールディングスとモルガン・スタンレーグループの合弁）

野村證券については、2020年代以降、一部の支店の証券取引を地元の銀行を代理店とする、証券仲介業務の方式へ転換し、支店勘定を法人部勘定に移行し、銀行での対応については、別に法人営業部勘定を増設して移行する対応をしている。

#### 準大手証券
- 東海東京証券 （東海東京フィナンシャル・ホールディングス）
- 岡三証券 （岡三証券グループ）

大手と同様にフルサービスを提供するもののリテール重視の経営形態であり、日本全国に支店網をもつ。大手証券と差別化を図るため、独自色を出す傾向がある。東海東京証券の場合は、地方銀行（もしくはその持株会社）と合弁の証券会社を設立し、東海東京証券の店舗を譲渡させる形式をとっているケースもあるため、東海東京証券本体の店舗が空白となった地域もある。法人部門やネット証券、投信運用会社、海外拠点など総合証券会社として多くの機能をもっている。独立色が強く、東海地域がメイン基盤であることを明確化している東海東京証券、三重県に地盤を持つ岡三証券は、共に首都圏以外に牙城となる経営地盤を持つ。

#### 中堅証券
- 藍澤證券
- いちよし証券
- 岩井コスモ証券（岩井コスモホールディングス）
- 極東証券
- 東洋証券
- 丸三証券
- 水戸証券

業界では上記を『中堅7社』と呼ぶ。リテール営業重視の経営形態であり、ブローカー業務からアンダーライター（引受）業務までの証券業務を幅広く展開する。大手・準大手と異なり支店網に地域的な偏りがある為、地元地域密着の営業手法を採る。

### インターネット専業の証券会社
1990年代後半のインターネットの爆発的普及に加え、1999年の株式売買委託手数料の自由化により、インターネットを利用した証券会社が登場した。それまでの対面営業と異なり、基本的に営業拠点や営業員を必要としないため、人件費などの固定費を削減が可能となり、低コストで機動的な運営ができるようになった。このため株式売買委託手数料を大幅に引き下げ、価格競争力をつける形でマーケットでのシェアを急速に伸ばした。しかしその後、低コストで運営でき参入障壁が低いためか競争過多の状態となり、価格競争に拍車がかかった。その結果、撤退や合併が相次ぎ、また残った証券会社も価格競争だけでなく取扱商品の多様化などサービスの充実にも力を入れている。
最近では、インターネット取引サービスを提供している総合証券もあるが、その場合の手数料は数百円程度で、ネット証券に比べるとやや割高である。ネット証券でも特に手数料が安いのはSBI証券と楽天証券で、約定代金に関わらず、国内株式の現物取引・信用取引のそれぞれの手数料が無料になっている。

#### 日経新聞の定める外資ではない主要ネット証券会社
日本経済新聞は主要証券会社を定めていて、毎年変わるが2018年3月末は下記5社をネット証券会社のうちの主要証券会社としている。純営業収益が大きい5社である。
- SBI証券 （SBIホールディングス） 2007年10月、旧・SBI証券と合併し対面営業に進出
- 楽天証券 （楽天証券ホールディングス・みずほ証券）
- マネックス証券（マネックスグループ・NTTドコモ）
- 松井証券
- 三菱UFJ eスマート証券（三菱UFJ銀行子会社）

#### その他の外資ではないネット証券会社
外資のネット証券会社はこの下の外資系の証券会社を参照。
- インヴァスト証券
- ウェルスナビ
- GMOクリック証券（GMOグループのGMOフィナンシャルホールディングス傘下）
- DMM.com証券（DMM.comグループ）
- マネーパートナーズ（マネーパートナーズグループ。大和証券グループ本社が筆頭株主[3]。）
- SBIネオトレード証券（SBIホールディングス）
- ニュース証券
- EZインベスト証券
- お金のデザイン（THEO、東海東京フィナンシャル・ホールディングスの持分法適用関連会社）
- tsumiki証券
- トレードウェブ・ジャパン
- LINE証券（Zフィナンシャルと野村ホールディングスの合弁） - FX専業に転換予定。
- PayPay証券（ソフトバンクグループとみずほ証券、東海東京フィナンシャル・ホールディングスの合弁→LINEヤフーグループのZフィナンシャル傘下）
- 大和コネクト証券（大和証券グループ本社子会社）
- Siiibo証券 - 少人数私募社債に特化[4]。

### 区分別証券会社一覧

#### ホールセール専業証券会社
- DBJ証券（日本政策投資銀行グループ）
- 東京証券代行（三井住友トラスト・ホールディングス系列）
- 日本証券代行（三井住友トラスト・ホールディングス系列）
- あおぞら証券（あおぞら銀行グループ）[注 1]
- しんきん証券（しんきん中金グループ）
- 日本相互証券（BB証券）
- セントラル短資証券（セントラル投資グループ）
- ジェイ・ボンド東短証券 （東短グループ）
- ICAP東短証券 （東京短資グループ)
- ジャパンネクスト証券 （SBIホールディングス）
- エンサイドットコム証券
- 上田八木証券（上田八木グループ）

#### 投資銀行業務系証券会社
- 日本インスティテューショナル証券（日興アセットマネジメント）
- 日本キャピタル証券
- キャンターフィッツジェラルド証券
- SAMURAI証券
- ステート・ストリート・グローバル・マーケッツ証券
- ストームハーバー証券
- 日本クラウド証券（クラウドファンディングに特化）
  - （マイクロファイナンス）（クラウドファンディング）（グリーンシート)
- フィリップ証券
- 三田証券
- みらい證券
- 山一證券

#### 外資系の証券会社
かつては証券取引法等で国内証券会社と区別されていたが、金融商品取引法の改正により統合された。投資銀行業務等ホールセールを中心に営んでいるが、業務内容や規模は様々である。都内の一等地に事務所を構え、M&Aやデリバティブ業務など高付加価値業務を行っている会社も多い。ネット証券会社もある。
主な外国証券会社（日本法人）
- ゴールドマン・サックス証券（米）［六本木］
- クレディ・スイス証券（スイス）［六本木］
- バークレイズ・キャピタル証券（英）［六本木（旧リーマン拠点）］
- JPモルガン証券（米）［丸の内］
- シティグループ証券（米）［丸の内］
- モルガン・スタンレーMUFG証券（米）［大手町］…モルガン・スタンレー日本法人のホールセール部門と三菱UFJ証券ホールディングスの合弁
- BofA証券（米）［日本橋］
- ドイツ証券（独）［永田町］
- インタラクティブ・ブローカーズ証券（米）［日本橋茅場町］
- サクソバンク証券（デンマーク）［麻布台］
- IG証券（イギリス）［東新橋］
- Natixis日本証券（仏） [六本木]

主な外国証券会社（日本支店）
- KKRキャピタル・マーケッツ（KCM）（米）[千代田区]
- RBS証券（英）［丸の内］
- RBCキャピタル・マーケッツ証券（加）［虎ノ門］
- HSBC証券（英）［日本橋］
- 上田トラディション証券（スイス）［汐留］…元はトラディショングループ (de:Compagnie financière Tradition) のデリバティブ部門の日本法人であったが、上田八木短資による資本参加により屋号が変更された。
- クレディ・アグリコル証券（仏）［汐留］
- ジェフリーズ証券（米）［有楽町］
- CIBC証券（加）[六本木]
- スコシア・セキュリティーズ・アジア・リミテッド（加）[千代田区]
- ソシエテ ジェネラル証券（仏）［赤坂］
- ドレスナー・クラインオート証券（独）［六本木］
- ナットウエストマーケッツ証券（英）[千代田区]
- ビー・エヌ・ピー・パリバ証券（仏）［丸の内］
- マッコーリーキャピタル証券（豪）［紀尾井町］
- UBS証券（スイス）［大手町］
- ブラックロック証券（米）［丸の内］
- ヴァンテージ・キャンピル・マーケッツ・ジャパン（香港）[虎ノ門]
- ANZ証券（豪）[千代田区]
- オービス・インベストメンツ（バミューダ）[千代田区]
- CLSA証券（香港）[港区]
- DBS証券（新）[千代田区]
- トロント・ドミニオン日本証券（加）[千代田区]
- ナティクシス日本証券（仏）[六本木]
- バンクオブニューヨークメロン証券（米）[丸の内]
- ブラウン・ブラザーズ・ハリマン証券（米）[港区]
- ブルームバーグ・トレードブック・ジャパン証券（米）[千代田区]
- moomoo証券（香港）[大阪市]
- リクイドネット証券（瑞）[港区]
- ウィブル証券（米）[中央区]

#### プロップハウス系証券
自己売買部門及び自己資金運用・ディーリング（Proprietary Trading）が収益の大部分を占める国内証券会社。
- 山和証券 - 東京都中央区
- 光世証券 - 大阪市
- 廣田証券 - 大阪市
- 豊証券 - 名古屋市

#### 地場証券
地元に密着した証券会社であり、地縁を生かした営業活動を行っている。ただし、株式売買委託手数料が自由化されて以降、インターネットによる株式取引の活発化等で収益力が低下している。このため、これまで収益の多くを占めていた株式から投信売買に営業の比重を移したり、自己売買（ディーリング）や不動産事業に注力して収益力の強化を図っている。近年は、フィンテックを活用した新業態の業者も出てくるようになった。
- あかつき証券（あかつき本社）- 東京都中央区
- Jトラストグローバル証券 - 東京都新宿区
- 立花証券 - 東京都中央区
- リクイドネット証券 - 東京都港区
- PWM日本証券 - 東京都港区
- TeneoPartners - 東京都中央区
- リーディング証券 - 東京都中央区
- 証券ジャパン - 東京都中央区
- アーク証券 - 東京都千代田区
- リテラ・クレア証券 - 東京都中央区 （大和証券グループ）
- 明和證券 - 東京都中央区
- くにうみAI証券 - 東京都千代田区
- エアーズシー証券 - 東京都中央区
- エイト証券 - 東京都中央区
- エスピーシー証券 - 東京都中央区
- エンサイドットコム証券 - 東京都千代田区
- 共和証券 - 東京都中央区
- 三京証券 - 東京都中央区
- スターツ証券 - 東京都江戸川区
- セントレード証券 - 東京都中央区
- 東岳証券 - 東京都千代田区
- 中原証券 - 東京都中央区
- ニュース証券 - 東京都渋谷区
- ばんせい証券 - 東京都中央区
- ひまわり証券 - 東京都港区
- FOLIO - 東京都千代田区
- 三晃証券（岡三証券グループ） - 東京都渋谷区
- 第一プレミア証券 - 東京都中央区
- ヘッジファンド証券 - 東京都千代田区
- 丸國証券 - 東京都中央区
- 三木証券 - 東京都中央区
- 山二証券 - 東京都中央区
- ロックハラード証券 - 東京都中央区
- ワンアジア証券 - 東京都新宿区
- むさし証券 - 埼玉県さいたま市
- 武甲証券 - 秩父市
- 東武証券 - 春日部市
- 臼木証券 - 日立市
- 三縁証券（岡三証券グループ） - 岐阜県大垣市
- 岡三にいがた証券（岡三証券グループ） - 新潟県長岡市
- 内藤証券 - 大阪市
- 永和証券 - 大阪市
- 岡安証券 - 大阪市
- 西村証券 - 京都市
- 丸近證券 - 京都市
- 都証券 - 京都市
- 丸八証券（東海東京フィナンシャル・ホールディングスグループ） - 愛知県名古屋市
- 安藤証券 - 愛知県名古屋市
- 木村証券 - 名古屋市
- 岡地証券 - 名古屋市
- 寿証券 - 名古屋市
- 大万証券 - 名古屋市
- 田原証券 - 田原市
- 石動証券 - 小矢部市
- 長野證券 - 長野県長野市
- FPL証券 - 北海道札幌市
- 光証券 - 兵庫県神戸市
- 播陽証券 - 姫路市
- 相生証券 - 兵庫県相生市
- 篠山証券 - 丹波篠山市
- 益茂証券 - 福井県福井市
- 三津井証券 - 福井市
- 荘内証券 - 山形県酒田市
- 山形證券 - 山形県山形市
- 富岡証券 - 群馬県富岡市
- 国府証券 - 佐渡市
- 島大証券 - 富山県富山市
- 新林証券 - 富山市
- 頭川証券 - 高岡市
- 今村証券 - 石川県金沢市
- 竹松証券 - 金沢市
- しん証券さかもと - 金沢市
- 野畑証券 - 愛知県岡崎市
- 大山日ノ丸証券 - 鳥取県鳥取市
- 香川証券 - 高松市
- 三豊証券 - 観音寺市
- 徳島合同証券 - 徳島県徳島市
- 阿波證券 - 徳島県徳島市
- 二浪証券 - 松山市
- 愛媛証券 - 松山市
- 大熊本証券 - 熊本県熊本市

#### 地銀・ネット銀行系証券会社
- 北洋証券 （北洋銀行グループ）
- ほくほくTT証券（ほくほくフィナンシャルグループ、東海東京フィナンシャル・ホールディングスの共同出資）
- 七十七証券 （七十七銀行グループ）
- 第四北越証券 （第四北越フィナンシャルグループ）
- めぶき証券 （めぶきフィナンシャルグループ）
- ぐんぎん証券（群馬銀行グループ）
- とちぎんTT証券（栃木銀行グループ、東海東京フィナンシャル・ホールディングスの共同出資）
- ちばぎん証券 （ちばぎんグループ）
- きらぼしライフデザイン証券（東京きらぼしフィナンシャルグループ）
- 浜銀TT証券 （コンコルディア・フィナンシャルグループ、東海東京フィナンシャル・ホールディングスの共同出資）
- 静銀ティーエム証券 （静岡銀行、三菱UFJ銀行の共同出資）
- 八十二証券 （八十二銀行グループ）
- 百五証券 （百五銀行グループ）
- 十六TT証券（十六フィナンシャルグループ、東海東京フィナンシャル・ホールディングスの共同出資）
- OKB証券（大垣共立銀行グループ）
- 池田泉州TT証券（池田泉州ホールディングス、東海東京フィナンシャル・ホールディングスの共同出資）
- 京銀証券（京都銀行グループ）
- 南都まほろば証券（南都銀行グループ）
- 中銀証券 （中国銀行グループ）
- ひろぎん証券 （広島銀行）
- ワイエム証券 （山口フィナンシャルグループ、東海東京フィナンシャル・ホールディングスの共同出資）
- 四国アライアンス証券 （伊予銀行グループ）
- 西日本シティTT証券 （西日本フィナンシャルホールディングス、東海東京フィナンシャル・ホールディングスの共同出資）
- FFG証券 （ふくおかフィナンシャルグループ）
- 九州FG証券（九州フィナンシャルグループ）
- おきぎん証券（おきなわフィナンシャルグループ）

#### 先物会社系証券会社
先物会社系証券会社とは、先物会社が母体である証券会社のこと。商品先物を扱っている証券会社という意味ではない。先物会社が証券業の資格を取るケースと、既存証券会社を買収して証券会社を存続会社とするケースがある。1998年の証券取引法改正により、先物会社による証券業の参入が進んだ。先物会社系証券会社は一般的な証券会社に比べ、中国株・先物・信用取引・オプション・外国為替証拠金取引(FX)・CFDなど、リスクの大きい商品を積極的に勧める傾向がある。また証券会社であるにもかかわらず、現物株の取り扱いすら行わない証券会社も存在する。
主な先物会社系証券会社
- 日産証券（ユニコムグループホールディングス）
- KOYO証券（光陽ホールディングス）
- ひまわり証券 （ひまわりホールディングス）
- ばんせい証券
- トレイダーズ証券 （トレイダーズホールディングス）
- あい証券
- セントレード証券

### 大手・準大手証券会社の系譜
| 戦前から戦後 （〜1959年）                                                                           | 高度成長〜バブル崩壊 （1960年〜1992年） | 銀行系証券子会社解禁 （1993年〜1996年） | 銀行系証券子会社解禁 （1993年〜1996年） | 銀行系証券子会社解禁 （1993年〜1996年） | 銀行系証券子会社解禁 （1993年〜1996年） | 金融危機 （1997年〜1998年） | 金融危機 （1997年〜1998年） | 金融持株会社解禁 （1999年〜2001年） | 金融持株会社解禁 （1999年〜2001年） | 金融持株会社解禁 （1999年〜2001年） | 業界再編 （2002年〜） | 業界再編 （2002年〜） | 業界再編 （2002年〜） | 業界再編 （2002年〜） | 業界再編 （2002年〜） | 業界再編 （2002年〜） | 業界再編 （2002年〜） | 業界再編 （2002年〜） | 業界再編 （2002年〜） | 業界再編 （2002年〜） | 業界再編 （2002年〜）                                                                             | 業界再編 （2002年〜）                                                                             | 業界再編 （2002年〜）                                                                             |
| 〜1959年                                                                                            | 1960年〜1992年 | 1993年 | 1994年 | 1995年 | 1996年 | 1997年 | 1998年 | 1999年 | 2000年 | 2001年 | 2002年 | 2003年 | 2004年 | 2005年 | 2006年 | 2007年 | 2008年 | 2009年 | 2010年 | 2011年 | 2012年                                                                                            | 2013年〜2018年                                                                                    | 2019年                                                                                            |
| --------------------------------------------------------------------------------------------------- | --- | --- | --- | --- | --- | --- | --- | --- | --- | --- | --- | --- | --- | --- | --- | --- | --- | --- | --- | --- | ------------------------------------------------------------------------------------------------- | ------------------------------------------------------------------------------------------------- | ------------------------------------------------------------------------------------------------- |
| 野村證券 （1925年〜2001年）                                                                         | 野村證券 （1925年〜2001年） | 野村證券 （1925年〜2001年） | 野村證券 （1925年〜2001年） | 野村證券 （1925年〜2001年） | 野村證券 （1925年〜2001年） | 野村證券 （1925年〜2001年） | 野村證券 （1925年〜2001年） | 野村證券 （1925年〜2001年） | 野村證券 （1925年〜2001年） | 野村證券 （1925年〜2001年） | 野村證券 （1925年〜2001年） | 野村ホールディングス （2001年〜） | 野村ホールディングス （2001年〜） | 野村ホールディングス （2001年〜） | 野村ホールディングス （2001年〜） | 野村ホールディングス （2001年〜） | 野村ホールディングス （2001年〜） | 野村ホールディングス （2001年〜） | 野村ホールディングス （2001年〜） | 野村ホールディングス （2001年〜） | 野村ホールディングス （2001年〜）                                                                 | 野村ホールディングス （2001年〜）                                                                 | 野村ホールディングス （2001年〜）                                                                 |
| 大和證券 （1902年〜1999年）                                                                         | 大和證券 （1902年〜1999年） | 大和證券 （1902年〜1999年） | 大和證券 （1902年〜1999年） | 大和證券 （1902年〜1999年） | 大和證券 （1902年〜1999年） | 大和證券 （1902年〜1999年） | 大和證券 （1902年〜1999年） | 大和証券グループ本社 （1999年〜） | 大和証券グループ本社 （1999年〜） | 大和証券グループ本社 （1999年〜） | 大和証券グループ本社 （1999年〜） | 大和証券グループ本社 （1999年〜） | 大和証券グループ本社 （1999年〜） | 大和証券グループ本社 （1999年〜） | 大和証券グループ本社 （1999年〜） | 大和証券グループ本社 （1999年〜） | 大和証券グループ本社 （1999年〜） | 大和証券グループ本社 （1999年〜） | 大和証券グループ本社 （1999年〜） | 大和証券グループ本社 （1999年〜） | 大和証券グループ本社 （1999年〜）                                                                 | 大和証券グループ本社 （1999年〜）                                                                 | 大和証券グループ本社 （1999年〜）                                                                 |
| 住友キャピタル証券 （〜1999年）                                                                     | 住友キャピタル証券 （〜1999年） | 住友キャピタル証券 （〜1999年） | 住友キャピタル証券 （〜1999年） | 住友キャピタル証券 （〜1999年） | 大和証券エスビーキャピタル・マーケッツ （1999年〜2001年） | 大和証券エスビーキャピタル・マーケッツ （1999年〜2001年） | 大和証券エスビーキャピタル・マーケッツ （1999年〜2001年） | 大和証券エスビーキャピタル・マーケッツ （1999年〜2001年） | 大和証券エスビーキャピタル・マーケッツ （1999年〜2001年） | 大和証券SMBC （2001年〜2009年）2009年、大和証券グループ本社の完全子会社化 | 大和証券SMBC （2001年〜2009年）2009年、大和証券グループ本社の完全子会社化 | 大和証券SMBC （2001年〜2009年）2009年、大和証券グループ本社の完全子会社化 | 大和証券SMBC （2001年〜2009年）2009年、大和証券グループ本社の完全子会社化 | 大和証券SMBC （2001年〜2009年）2009年、大和証券グループ本社の完全子会社化 | 大和証券SMBC （2001年〜2009年）2009年、大和証券グループ本社の完全子会社化 | 大和証券SMBC （2001年〜2009年）2009年、大和証券グループ本社の完全子会社化 | 大和証券SMBC （2001年〜2009年）2009年、大和証券グループ本社の完全子会社化 | 大和証券キャピタル・マーケッツ （2009年〜2012年）2012年、大和証券に合併 | 大和証券キャピタル・マーケッツ （2009年〜2012年）2012年、大和証券に合併 | 大和証券キャピタル・マーケッツ （2009年〜2012年）2012年、大和証券に合併 | 大和証券キャピタル・マーケッツ （2009年〜2012年）2012年、大和証券に合併                           |                                                                                                   |                                                                                                   |
| さくら証券 （〜2001年）                                                                             | | | | | | | | | | 大和証券SMBC （2001年〜2009年）2009年、大和証券グループ本社の完全子会社化 | 大和証券SMBC （2001年〜2009年）2009年、大和証券グループ本社の完全子会社化 | 大和証券SMBC （2001年〜2009年）2009年、大和証券グループ本社の完全子会社化 | 大和証券SMBC （2001年〜2009年）2009年、大和証券グループ本社の完全子会社化 | 大和証券SMBC （2001年〜2009年）2009年、大和証券グループ本社の完全子会社化 | 大和証券SMBC （2001年〜2009年）2009年、大和証券グループ本社の完全子会社化 | 大和証券SMBC （2001年〜2009年）2009年、大和証券グループ本社の完全子会社化 | 大和証券SMBC （2001年〜2009年）2009年、大和証券グループ本社の完全子会社化 | 大和証券キャピタル・マーケッツ （2009年〜2012年）2012年、大和証券に合併 | 大和証券キャピタル・マーケッツ （2009年〜2012年）2012年、大和証券に合併 | 大和証券キャピタル・マーケッツ （2009年〜2012年）2012年、大和証券に合併 | 大和証券キャピタル・マーケッツ （2009年〜2012年）2012年、大和証券に合併                           |                                                                                                   |                                                                                                   |
| 日興證券 （1918年〜2001年）                                                                         | 日興證券 （1918年〜2001年） | 日興證券 （1918年〜2001年） | 日興證券 （1918年〜2001年） | 日興證券 （1918年〜2001年） | 日興證券 （1918年〜2001年） | 日興證券 （1918年〜2001年） | 日興證券 （1918年〜2001年） | 日興證券 （1918年〜2001年） | 日興證券 （1918年〜2001年） | 日興コーディアルグループ （2001年〜2008年） | 日興コーディアルグループ （2001年〜2008年） | 日興コーディアルグループ （2001年〜2008年） | 日興コーディアルグループ （2001年〜2008年） | 日興コーディアルグループ （2001年〜2008年） | 日興コーディアルグループ （2001年〜2008年） | 日興コーディアルグループ （2001年〜2008年） | 日興シティホールディングス （2008年〜2009年） | 日興コーディアル証券 （2009年〜2011年） | 日興コーディアル証券 （2009年〜2011年） | SMBC日興証券 （2011年〜） | SMBC日興証券 （2011年〜）                                                                         | SMBC日興証券 （2011年〜）                                                                         | SMBC日興証券 （2011年〜）                                                                         |
| 明光証券 （1948年〜1999年）                                                                         | 明光証券 （1948年〜1999年） | 明光証券 （1948年〜1999年） | 明光証券 （1948年〜1999年） | 明光証券 （1948年〜1999年） | 明光証券 （1948年〜1999年） | 明光証券 （1948年〜1999年） | 明光証券 （1948年〜1999年） | 明光ナショナル証券 （1999年〜2003年） | 明光ナショナル証券 （1999年〜2003年） | 明光ナショナル証券 （1999年〜2003年） | 明光ナショナル証券 （1999年〜2003年） | SMBCフレンド証券 （2003年〜2017年）2018年、SMBC日興証券と合併 | SMBCフレンド証券 （2003年〜2017年）2018年、SMBC日興証券と合併 | SMBCフレンド証券 （2003年〜2017年）2018年、SMBC日興証券と合併 | SMBCフレンド証券 （2003年〜2017年）2018年、SMBC日興証券と合併 | SMBCフレンド証券 （2003年〜2017年）2018年、SMBC日興証券と合併 | SMBCフレンド証券 （2003年〜2017年）2018年、SMBC日興証券と合併 | SMBCフレンド証券 （2003年〜2017年）2018年、SMBC日興証券と合併 | SMBCフレンド証券 （2003年〜2017年）2018年、SMBC日興証券と合併 | SMBCフレンド証券 （2003年〜2017年）2018年、SMBC日興証券と合併 | SMBCフレンド証券 （2003年〜2017年）2018年、SMBC日興証券と合併                                     | SMBCフレンド証券 （2003年〜2017年）2018年、SMBC日興証券と合併                                     |                                                                                                   |
| ナショナル証券 （1948年〜1999年）                                                                   | | | | | | | | 明光ナショナル証券 （1999年〜2003年） | 明光ナショナル証券 （1999年〜2003年） | 明光ナショナル証券 （1999年〜2003年） | 明光ナショナル証券 （1999年〜2003年） | SMBCフレンド証券 （2003年〜2017年）2018年、SMBC日興証券と合併 | SMBCフレンド証券 （2003年〜2017年）2018年、SMBC日興証券と合併 | SMBCフレンド証券 （2003年〜2017年）2018年、SMBC日興証券と合併 | SMBCフレンド証券 （2003年〜2017年）2018年、SMBC日興証券と合併 | SMBCフレンド証券 （2003年〜2017年）2018年、SMBC日興証券と合併 | SMBCフレンド証券 （2003年〜2017年）2018年、SMBC日興証券と合併 | SMBCフレンド証券 （2003年〜2017年）2018年、SMBC日興証券と合併 | SMBCフレンド証券 （2003年〜2017年）2018年、SMBC日興証券と合併 | SMBCフレンド証券 （2003年〜2017年）2018年、SMBC日興証券と合併 | SMBCフレンド証券 （2003年〜2017年）2018年、SMBC日興証券と合併                                     | SMBCフレンド証券 （2003年〜2017年）2018年、SMBC日興証券と合併                                     |                                                                                                   |
| 山種証券 （1933年〜2000年）                                                                         | 山種証券 （1933年〜2000年） | 山種証券 （1933年〜2000年） | 山種証券 （1933年〜2000年） | 山種証券 （1933年〜2000年） | 山種証券 （1933年〜2000年） | 山種証券 （1933年〜2000年） | 山種証券 （1933年〜2000年） | 山種証券 （1933年〜2000年） | さくらフレンド証券 （2000年〜2003年） | さくらフレンド証券 （2000年〜2003年） | さくらフレンド証券 （2000年〜2003年） | SMBCフレンド証券 （2003年〜2017年）2018年、SMBC日興証券と合併 | SMBCフレンド証券 （2003年〜2017年）2018年、SMBC日興証券と合併 | SMBCフレンド証券 （2003年〜2017年）2018年、SMBC日興証券と合併 | SMBCフレンド証券 （2003年〜2017年）2018年、SMBC日興証券と合併 | SMBCフレンド証券 （2003年〜2017年）2018年、SMBC日興証券と合併 | SMBCフレンド証券 （2003年〜2017年）2018年、SMBC日興証券と合併 | SMBCフレンド証券 （2003年〜2017年）2018年、SMBC日興証券と合併 | SMBCフレンド証券 （2003年〜2017年）2018年、SMBC日興証券と合併 | SMBCフレンド証券 （2003年〜2017年）2018年、SMBC日興証券と合併 | SMBCフレンド証券 （2003年〜2017年）2018年、SMBC日興証券と合併                                     | SMBCフレンド証券 （2003年〜2017年）2018年、SMBC日興証券と合併                                     |                                                                                                   |
| 神栄証券 （1938年〜1979年）                                                                         | 神栄石野証券 （1979年〜2000年） | 神栄石野証券 （1979年〜2000年） | 神栄石野証券 （1979年〜2000年） | 神栄石野証券 （1979年〜2000年） | 神栄石野証券 （1979年〜2000年） | 神栄石野証券 （1979年〜2000年） | 神栄石野証券 （1979年〜2000年） | 神栄石野証券 （1979年〜2000年） | さくらフレンド証券 （2000年〜2003年） | さくらフレンド証券 （2000年〜2003年） | さくらフレンド証券 （2000年〜2003年） | SMBCフレンド証券 （2003年〜2017年）2018年、SMBC日興証券と合併 | SMBCフレンド証券 （2003年〜2017年）2018年、SMBC日興証券と合併 | SMBCフレンド証券 （2003年〜2017年）2018年、SMBC日興証券と合併 | SMBCフレンド証券 （2003年〜2017年）2018年、SMBC日興証券と合併 | SMBCフレンド証券 （2003年〜2017年）2018年、SMBC日興証券と合併 | SMBCフレンド証券 （2003年〜2017年）2018年、SMBC日興証券と合併 | SMBCフレンド証券 （2003年〜2017年）2018年、SMBC日興証券と合併 | SMBCフレンド証券 （2003年〜2017年）2018年、SMBC日興証券と合併 | SMBCフレンド証券 （2003年〜2017年）2018年、SMBC日興証券と合併 | SMBCフレンド証券 （2003年〜2017年）2018年、SMBC日興証券と合併                                     | SMBCフレンド証券 （2003年〜2017年）2018年、SMBC日興証券と合併                                     |                                                                                                   |
| 東京神栄証券 （1945年〜1979年）                                                                     | 神栄石野証券 （1979年〜2000年） | 神栄石野証券 （1979年〜2000年） | 神栄石野証券 （1979年〜2000年） | 神栄石野証券 （1979年〜2000年） | 神栄石野証券 （1979年〜2000年） | 神栄石野証券 （1979年〜2000年） | 神栄石野証券 （1979年〜2000年） | 神栄石野証券 （1979年〜2000年） | さくらフレンド証券 （2000年〜2003年） | さくらフレンド証券 （2000年〜2003年） | さくらフレンド証券 （2000年〜2003年） | SMBCフレンド証券 （2003年〜2017年）2018年、SMBC日興証券と合併 | SMBCフレンド証券 （2003年〜2017年）2018年、SMBC日興証券と合併 | SMBCフレンド証券 （2003年〜2017年）2018年、SMBC日興証券と合併 | SMBCフレンド証券 （2003年〜2017年）2018年、SMBC日興証券と合併 | SMBCフレンド証券 （2003年〜2017年）2018年、SMBC日興証券と合併 | SMBCフレンド証券 （2003年〜2017年）2018年、SMBC日興証券と合併 | SMBCフレンド証券 （2003年〜2017年）2018年、SMBC日興証券と合併 | SMBCフレンド証券 （2003年〜2017年）2018年、SMBC日興証券と合併 | SMBCフレンド証券 （2003年〜2017年）2018年、SMBC日興証券と合併 | SMBCフレンド証券 （2003年〜2017年）2018年、SMBC日興証券と合併                                     | SMBCフレンド証券 （2003年〜2017年）2018年、SMBC日興証券と合併                                     |                                                                                                   |
| 石野証券 （1933年〜1979年）                                                                         | 神栄石野証券 （1979年〜2000年） | 神栄石野証券 （1979年〜2000年） | 神栄石野証券 （1979年〜2000年） | 神栄石野証券 （1979年〜2000年） | 神栄石野証券 （1979年〜2000年） | 神栄石野証券 （1979年〜2000年） | 神栄石野証券 （1979年〜2000年） | 神栄石野証券 （1979年〜2000年） | さくらフレンド証券 （2000年〜2003年） | さくらフレンド証券 （2000年〜2003年） | さくらフレンド証券 （2000年〜2003年） | SMBCフレンド証券 （2003年〜2017年）2018年、SMBC日興証券と合併 | SMBCフレンド証券 （2003年〜2017年）2018年、SMBC日興証券と合併 | SMBCフレンド証券 （2003年〜2017年）2018年、SMBC日興証券と合併 | SMBCフレンド証券 （2003年〜2017年）2018年、SMBC日興証券と合併 | SMBCフレンド証券 （2003年〜2017年）2018年、SMBC日興証券と合併 | SMBCフレンド証券 （2003年〜2017年）2018年、SMBC日興証券と合併 | SMBCフレンド証券 （2003年〜2017年）2018年、SMBC日興証券と合併 | SMBCフレンド証券 （2003年〜2017年）2018年、SMBC日興証券と合併 | SMBCフレンド証券 （2003年〜2017年）2018年、SMBC日興証券と合併 | SMBCフレンド証券 （2003年〜2017年）2018年、SMBC日興証券と合併                                     | SMBCフレンド証券 （2003年〜2017年）2018年、SMBC日興証券と合併                                     |                                                                                                   |
| 田口証券 （1894年〜1982年）                                                                         | 泉証券 （1982年〜2004年）2004年、SMBCフレンド証券と合併 | 泉証券 （1982年〜2004年）2004年、SMBCフレンド証券と合併 | 泉証券 （1982年〜2004年）2004年、SMBCフレンド証券と合併 | 泉証券 （1982年〜2004年）2004年、SMBCフレンド証券と合併 | 泉証券 （1982年〜2004年）2004年、SMBCフレンド証券と合併 | 泉証券 （1982年〜2004年）2004年、SMBCフレンド証券と合併 | 泉証券 （1982年〜2004年）2004年、SMBCフレンド証券と合併 | 泉証券 （1982年〜2004年）2004年、SMBCフレンド証券と合併 | 泉証券 （1982年〜2004年）2004年、SMBCフレンド証券と合併 | 泉証券 （1982年〜2004年）2004年、SMBCフレンド証券と合併 | 泉証券 （1982年〜2004年）2004年、SMBCフレンド証券と合併 | 泉証券 （1982年〜2004年）2004年、SMBCフレンド証券と合併 | | | | | | | | |                                                                                                   |                                                                                                   |                                                                                                   |
| 山一證券 （1897年〜1997年）                                                                         | 山一證券 （1897年〜1997年） | 山一證券 （1897年〜1997年） | 山一證券 （1897年〜1997年） | 山一證券 （1897年〜1997年） | 山一證券 （1897年〜1997年） | 1997年、自主廃業 | 1997年、自主廃業 | 1997年、自主廃業 | 1997年、自主廃業 | 1997年、自主廃業 | 1997年、自主廃業 | 1997年、自主廃業 | 1997年、自主廃業 | 1997年、自主廃業 | 1997年、自主廃業 | 1997年、自主廃業 | 1997年、自主廃業 | 1997年、自主廃業 | 1997年、自主廃業 | 1997年、自主廃業 | 1997年、自主廃業                                                                                  | 1997年、自主廃業                                                                                  | 1997年、自主廃業                                                                                  |
| 八千代証券 （1948年〜1981年）                                                                       | 国際証券 （1981年〜2002年） | 国際証券 （1981年〜2002年） | 国際証券 （1981年〜2002年） | 国際証券 （1981年〜2002年） | 国際証券 （1981年〜2002年） | 国際証券 （1981年〜2002年） | 国際証券 （1981年〜2002年） | 国際証券 （1981年〜2002年） | 国際証券 （1981年〜2002年） | 国際証券 （1981年〜2002年） | 三菱証券 （2002年〜2005年） | 三菱証券 （2002年〜2005年） | 三菱証券 （2002年〜2005年） | 三菱UFJ証券 （2005年〜2010年） | 三菱UFJ証券 （2005年〜2010年） | 三菱UFJ証券 （2005年〜2010年） | 三菱UFJ証券 （2005年〜2010年） | 三菱UFJ証券 （2005年〜2010年） | 三菱UFJモルガン・スタンレー証券 （2010年〜） 三菱UFJモルガン・スタンレーPB証券 （2010年〜2020年）                                                                                           | 三菱UFJモルガン・スタンレー証券 （2010年〜） 三菱UFJモルガン・スタンレーPB証券 （2010年〜2020年）                                                                                           | 三菱UFJモルガン・スタンレー証券 （2010年〜） 三菱UFJモルガン・スタンレーPB証券 （2010年〜2020年） | 三菱UFJモルガン・スタンレー証券 （2010年〜） 三菱UFJモルガン・スタンレーPB証券 （2010年〜2020年） | 三菱UFJモルガン・スタンレー証券 （2010年〜） 三菱UFJモルガン・スタンレーPB証券 （2010年〜2020年） |
| | | | 三菱ダイヤモンド証券 （1994年〜1996年） | 三菱ダイヤモンド証券 （1994年〜1996年） | 東京三菱証券 （1996年〜2002年） | 東京三菱証券 （1996年〜2002年） | 東京三菱証券 （1996年〜2002年） | 東京三菱証券 （1996年〜2002年） | 東京三菱証券 （1996年〜2002年） | 東京三菱証券 （1996年〜2002年） | 三菱証券 （2002年〜2005年） | 三菱証券 （2002年〜2005年） | 三菱証券 （2002年〜2005年） | 三菱UFJ証券 （2005年〜2010年） | 三菱UFJ証券 （2005年〜2010年） | 三菱UFJ証券 （2005年〜2010年） | 三菱UFJ証券 （2005年〜2010年） | 三菱UFJ証券 （2005年〜2010年） | 三菱UFJモルガン・スタンレー証券 （2010年〜） 三菱UFJモルガン・スタンレーPB証券 （2010年〜2020年）                                                                                           | 三菱UFJモルガン・スタンレー証券 （2010年〜） 三菱UFJモルガン・スタンレーPB証券 （2010年〜2020年）                                                                                           | 三菱UFJモルガン・スタンレー証券 （2010年〜） 三菱UFJモルガン・スタンレーPB証券 （2010年〜2020年） | 三菱UFJモルガン・スタンレー証券 （2010年〜） 三菱UFJモルガン・スタンレーPB証券 （2010年〜2020年） | 三菱UFJモルガン・スタンレー証券 （2010年〜） 三菱UFJモルガン・スタンレーPB証券 （2010年〜2020年） |
| | | 三菱信証券 （1993年〜1999年）1999年、東京三菱証券へ営業譲渡 | | | | | | | | | 三菱証券 （2002年〜2005年） | 三菱証券 （2002年〜2005年） | 三菱証券 （2002年〜2005年） | 三菱UFJ証券 （2005年〜2010年） | 三菱UFJ証券 （2005年〜2010年） | 三菱UFJ証券 （2005年〜2010年） | 三菱UFJ証券 （2005年〜2010年） | 三菱UFJ証券 （2005年〜2010年） | 三菱UFJモルガン・スタンレー証券 （2010年〜） 三菱UFJモルガン・スタンレーPB証券 （2010年〜2020年）                                                                                           | 三菱UFJモルガン・スタンレー証券 （2010年〜） 三菱UFJモルガン・スタンレーPB証券 （2010年〜2020年）                                                                                           | 三菱UFJモルガン・スタンレー証券 （2010年〜） 三菱UFJモルガン・スタンレーPB証券 （2010年〜2020年） | 三菱UFJモルガン・スタンレー証券 （2010年〜） 三菱UFJモルガン・スタンレーPB証券 （2010年〜2020年） | 三菱UFJモルガン・スタンレー証券 （2010年〜） 三菱UFJモルガン・スタンレーPB証券 （2010年〜2020年） |
| 加賀證券 （1926年〜1969年）                                                                         | 菱光証券 （1969年〜1999年） | 菱光証券 （1969年〜1999年） | 菱光証券 （1969年〜1999年） | 菱光証券 （1969年〜1999年） | 菱光証券 （1969年〜1999年） | 菱光証券 （1969年〜1999年） | 菱光証券 （1969年〜1999年） | 東京三菱パーソナル証券 （1999年〜2002年） | 東京三菱パーソナル証券 （1999年〜2002年） | 東京三菱パーソナル証券 （1999年〜2002年） | 三菱証券 （2002年〜2005年） | 三菱証券 （2002年〜2005年） | 三菱証券 （2002年〜2005年） | 三菱UFJ証券 （2005年〜2010年） | 三菱UFJ証券 （2005年〜2010年） | 三菱UFJ証券 （2005年〜2010年） | 三菱UFJ証券 （2005年〜2010年） | 三菱UFJ証券 （2005年〜2010年） | 三菱UFJモルガン・スタンレー証券 （2010年〜） 三菱UFJモルガン・スタンレーPB証券 （2010年〜2020年）                                                                                           | 三菱UFJモルガン・スタンレー証券 （2010年〜） 三菱UFJモルガン・スタンレーPB証券 （2010年〜2020年）                                                                                           | 三菱UFJモルガン・スタンレー証券 （2010年〜） 三菱UFJモルガン・スタンレーPB証券 （2010年〜2020年） | 三菱UFJモルガン・スタンレー証券 （2010年〜） 三菱UFJモルガン・スタンレーPB証券 （2010年〜2020年） | 三菱UFJモルガン・スタンレー証券 （2010年〜） 三菱UFJモルガン・スタンレーPB証券 （2010年〜2020年） |
| 大七証券 （〜1999年）                                                                               | | | | | | | | 東京三菱パーソナル証券 （1999年〜2002年） | 東京三菱パーソナル証券 （1999年〜2002年） | 東京三菱パーソナル証券 （1999年〜2002年） | 三菱証券 （2002年〜2005年） | 三菱証券 （2002年〜2005年） | 三菱証券 （2002年〜2005年） | 三菱UFJ証券 （2005年〜2010年） | 三菱UFJ証券 （2005年〜2010年） | 三菱UFJ証券 （2005年〜2010年） | 三菱UFJ証券 （2005年〜2010年） | 三菱UFJ証券 （2005年〜2010年） | 三菱UFJモルガン・スタンレー証券 （2010年〜） 三菱UFJモルガン・スタンレーPB証券 （2010年〜2020年）                                                                                           | 三菱UFJモルガン・スタンレー証券 （2010年〜） 三菱UFJモルガン・スタンレーPB証券 （2010年〜2020年）                                                                                           | 三菱UFJモルガン・スタンレー証券 （2010年〜） 三菱UFJモルガン・スタンレーPB証券 （2010年〜2020年） | 三菱UFJモルガン・スタンレー証券 （2010年〜） 三菱UFJモルガン・スタンレーPB証券 （2010年〜2020年） | 三菱UFJモルガン・スタンレー証券 （2010年〜） 三菱UFJモルガン・スタンレーPB証券 （2010年〜2020年） |
| 一成証券 （1945年〜2002年）                                                                         | | | | | | | | | | | 三菱証券 （2002年〜2005年） | 三菱証券 （2002年〜2005年） | 三菱証券 （2002年〜2005年） | 三菱UFJ証券 （2005年〜2010年） | 三菱UFJ証券 （2005年〜2010年） | 三菱UFJ証券 （2005年〜2010年） | 三菱UFJ証券 （2005年〜2010年） | 三菱UFJ証券 （2005年〜2010年） | 三菱UFJモルガン・スタンレー証券 （2010年〜） 三菱UFJモルガン・スタンレーPB証券 （2010年〜2020年）                                                                                           | 三菱UFJモルガン・スタンレー証券 （2010年〜） 三菱UFJモルガン・スタンレーPB証券 （2010年〜2020年）                                                                                           | 三菱UFJモルガン・スタンレー証券 （2010年〜） 三菱UFJモルガン・スタンレーPB証券 （2010年〜2020年） | 三菱UFJモルガン・スタンレー証券 （2010年〜） 三菱UFJモルガン・スタンレーPB証券 （2010年〜2020年） | 三菱UFJモルガン・スタンレー証券 （2010年〜） 三菱UFJモルガン・スタンレーPB証券 （2010年〜2020年） |
| 東邦証券 同年東光證券に商号変更 （1948年〜1984年）                                                  | ユニバーサル証券 （1984年〜2000年） | ユニバーサル証券 （1984年〜2000年） | ユニバーサル証券 （1984年〜2000年） | ユニバーサル証券 （1984年〜2000年） | ユニバーサル証券 （1984年〜2000年） | ユニバーサル証券 （1984年〜2000年） | ユニバーサル証券 （1984年〜2000年） | ユニバーサル証券 （1984年〜2000年） | つばさ証券 （2000年〜2002年） | つばさ証券 （2000年〜2002年） | UFJつばさ証券 （2002年〜2005年） | UFJつばさ証券 （2002年〜2005年） | UFJつばさ証券 （2002年〜2005年） | 三菱UFJ証券 （2005年〜2010年） | 三菱UFJ証券 （2005年〜2010年） | 三菱UFJ証券 （2005年〜2010年） | 三菱UFJ証券 （2005年〜2010年） | 三菱UFJ証券 （2005年〜2010年） | 三菱UFJモルガン・スタンレー証券 （2010年〜） 三菱UFJモルガン・スタンレーPB証券 （2010年〜2020年）                                                                                           | 三菱UFJモルガン・スタンレー証券 （2010年〜） 三菱UFJモルガン・スタンレーPB証券 （2010年〜2020年）                                                                                           | 三菱UFJモルガン・スタンレー証券 （2010年〜） 三菱UFJモルガン・スタンレーPB証券 （2010年〜2020年） | 三菱UFJモルガン・スタンレー証券 （2010年〜） 三菱UFJモルガン・スタンレーPB証券 （2010年〜2020年） | 三菱UFJモルガン・スタンレー証券 （2010年〜） 三菱UFJモルガン・スタンレーPB証券 （2010年〜2020年） |
| 太平洋証券 （〜2000年）                                                                             | | | | | | | | | つばさ証券 （2000年〜2002年） | つばさ証券 （2000年〜2002年） | UFJつばさ証券 （2002年〜2005年） | UFJつばさ証券 （2002年〜2005年） | UFJつばさ証券 （2002年〜2005年） | 三菱UFJ証券 （2005年〜2010年） | 三菱UFJ証券 （2005年〜2010年） | 三菱UFJ証券 （2005年〜2010年） | 三菱UFJ証券 （2005年〜2010年） | 三菱UFJ証券 （2005年〜2010年） | 三菱UFJモルガン・スタンレー証券 （2010年〜） 三菱UFJモルガン・スタンレーPB証券 （2010年〜2020年）                                                                                           | 三菱UFJモルガン・スタンレー証券 （2010年〜） 三菱UFJモルガン・スタンレーPB証券 （2010年〜2020年）                                                                                           | 三菱UFJモルガン・スタンレー証券 （2010年〜） 三菱UFJモルガン・スタンレーPB証券 （2010年〜2020年） | 三菱UFJモルガン・スタンレー証券 （2010年〜） 三菱UFJモルガン・スタンレーPB証券 （2010年〜2020年） | 三菱UFJモルガン・スタンレー証券 （2010年〜） 三菱UFJモルガン・スタンレーPB証券 （2010年〜2020年） |
| 東和証券 （〜2000年）                                                                               | | | | | | | | | つばさ証券 （2000年〜2002年） | つばさ証券 （2000年〜2002年） | UFJつばさ証券 （2002年〜2005年） | UFJつばさ証券 （2002年〜2005年） | UFJつばさ証券 （2002年〜2005年） | 三菱UFJ証券 （2005年〜2010年） | 三菱UFJ証券 （2005年〜2010年） | 三菱UFJ証券 （2005年〜2010年） | 三菱UFJ証券 （2005年〜2010年） | 三菱UFJ証券 （2005年〜2010年） | 三菱UFJモルガン・スタンレー証券 （2010年〜） 三菱UFJモルガン・スタンレーPB証券 （2010年〜2020年）                                                                                           | 三菱UFJモルガン・スタンレー証券 （2010年〜） 三菱UFJモルガン・スタンレーPB証券 （2010年〜2020年）                                                                                           | 三菱UFJモルガン・スタンレー証券 （2010年〜） 三菱UFJモルガン・スタンレーPB証券 （2010年〜2020年） | 三菱UFJモルガン・スタンレー証券 （2010年〜） 三菱UFJモルガン・スタンレーPB証券 （2010年〜2020年） | 三菱UFJモルガン・スタンレー証券 （2010年〜） 三菱UFJモルガン・スタンレーPB証券 （2010年〜2020年） |
| 第一証券 （〜2000年）                                                                               | | | | | | | | | つばさ証券 （2000年〜2002年） | つばさ証券 （2000年〜2002年） | UFJつばさ証券 （2002年〜2005年） | UFJつばさ証券 （2002年〜2005年） | UFJつばさ証券 （2002年〜2005年） | 三菱UFJ証券 （2005年〜2010年） | 三菱UFJ証券 （2005年〜2010年） | 三菱UFJ証券 （2005年〜2010年） | 三菱UFJ証券 （2005年〜2010年） | 三菱UFJ証券 （2005年〜2010年） | 三菱UFJモルガン・スタンレー証券 （2010年〜） 三菱UFJモルガン・スタンレーPB証券 （2010年〜2020年）                                                                                           | 三菱UFJモルガン・スタンレー証券 （2010年〜） 三菱UFJモルガン・スタンレーPB証券 （2010年〜2020年）                                                                                           | 三菱UFJモルガン・スタンレー証券 （2010年〜） 三菱UFJモルガン・スタンレーPB証券 （2010年〜2020年） | 三菱UFJモルガン・スタンレー証券 （2010年〜） 三菱UFJモルガン・スタンレーPB証券 （2010年〜2020年） | 三菱UFJモルガン・スタンレー証券 （2010年〜） 三菱UFJモルガン・スタンレーPB証券 （2010年〜2020年） |
| | | | 三和証券 （1994年〜2001年） | 三和証券 （1994年〜2001年） | 三和証券 （1994年〜2001年） | 三和証券 （1994年〜2001年） | 三和証券 （1994年〜2001年） | 三和証券 （1994年〜2001年） | 三和証券 （1994年〜2001年） | UFJキャピタルマーケッツ証券 （2001年〜2002年） | UFJつばさ証券 （2002年〜2005年） | UFJつばさ証券 （2002年〜2005年） | UFJつばさ証券 （2002年〜2005年） | 三菱UFJ証券 （2005年〜2010年） | 三菱UFJ証券 （2005年〜2010年） | 三菱UFJ証券 （2005年〜2010年） | 三菱UFJ証券 （2005年〜2010年） | 三菱UFJ証券 （2005年〜2010年） | 三菱UFJモルガン・スタンレー証券 （2010年〜） 三菱UFJモルガン・スタンレーPB証券 （2010年〜2020年）                                                                                           | 三菱UFJモルガン・スタンレー証券 （2010年〜） 三菱UFJモルガン・スタンレーPB証券 （2010年〜2020年）                                                                                           | 三菱UFJモルガン・スタンレー証券 （2010年〜） 三菱UFJモルガン・スタンレーPB証券 （2010年〜2020年） | 三菱UFJモルガン・スタンレー証券 （2010年〜） 三菱UFJモルガン・スタンレーPB証券 （2010年〜2020年） | 三菱UFJモルガン・スタンレー証券 （2010年〜） 三菱UFJモルガン・スタンレーPB証券 （2010年〜2020年） |
| | | | | 東海インターナショナル証券 （1995年〜2001年） | | | | | | UFJキャピタルマーケッツ証券 （2001年〜2002年） | UFJつばさ証券 （2002年〜2005年） | UFJつばさ証券 （2002年〜2005年） | UFJつばさ証券 （2002年〜2005年） | 三菱UFJ証券 （2005年〜2010年） | 三菱UFJ証券 （2005年〜2010年） | 三菱UFJ証券 （2005年〜2010年） | 三菱UFJ証券 （2005年〜2010年） | 三菱UFJ証券 （2005年〜2010年） | 三菱UFJモルガン・スタンレー証券 （2010年〜） 三菱UFJモルガン・スタンレーPB証券 （2010年〜2020年）                                                                                           | 三菱UFJモルガン・スタンレー証券 （2010年〜） 三菱UFJモルガン・スタンレーPB証券 （2010年〜2020年）                                                                                           | 三菱UFJモルガン・スタンレー証券 （2010年〜） 三菱UFJモルガン・スタンレーPB証券 （2010年〜2020年） | 三菱UFJモルガン・スタンレー証券 （2010年〜） 三菱UFJモルガン・スタンレーPB証券 （2010年〜2020年） | 三菱UFJモルガン・スタンレー証券 （2010年〜） 三菱UFJモルガン・スタンレーPB証券 （2010年〜2020年） |
| | | 興銀証券 （1993年〜2000年） | 興銀証券 （1993年〜2000年） | 興銀証券 （1993年〜2000年） | 興銀証券 （1993年〜2000年） | 興銀証券 （1993年〜2000年） | 興銀証券 （1993年〜2000年） | 興銀証券 （1993年〜2000年） | みずほ証券 （2000年〜2009年） | みずほ証券 （2000年〜2009年） | みずほ証券 （2000年〜2009年） | みずほ証券 （2000年〜2009年） | みずほ証券 （2000年〜2009年） | みずほ証券 （2000年〜2009年） | みずほ証券 （2000年〜2009年） | みずほ証券 （2000年〜2009年） | みずほ証券 （2000年〜2009年） | みずほ証券 （2009年〜） | みずほ証券 （2009年〜） | みずほ証券 （2009年〜） | みずほ証券 （2009年〜）                                                                           | みずほ証券 （2009年〜）                                                                           | みずほ証券 （2009年〜）                                                                           |
| | | | 第一勧業証券 （1994年〜2000年） | | | | | | みずほ証券 （2000年〜2009年） | みずほ証券 （2000年〜2009年） | みずほ証券 （2000年〜2009年） | みずほ証券 （2000年〜2009年） | みずほ証券 （2000年〜2009年） | みずほ証券 （2000年〜2009年） | みずほ証券 （2000年〜2009年） | みずほ証券 （2000年〜2009年） | みずほ証券 （2000年〜2009年） | みずほ証券 （2009年〜） | みずほ証券 （2009年〜） | みずほ証券 （2009年〜） | みずほ証券 （2009年〜）                                                                           | みずほ証券 （2009年〜）                                                                           | みずほ証券 （2009年〜）                                                                           |
| | | | 富士証券 （1994年〜2000年） | | | | | | みずほ証券 （2000年〜2009年） | みずほ証券 （2000年〜2009年） | みずほ証券 （2000年〜2009年） | みずほ証券 （2000年〜2009年） | みずほ証券 （2000年〜2009年） | みずほ証券 （2000年〜2009年） | みずほ証券 （2000年〜2009年） | みずほ証券 （2000年〜2009年） | みずほ証券 （2000年〜2009年） | みずほ証券 （2009年〜） | みずほ証券 （2009年〜） | みずほ証券 （2009年〜） | みずほ証券 （2009年〜）                                                                           | みずほ証券 （2009年〜）                                                                           | みずほ証券 （2009年〜）                                                                           |
| | | 農中証券 （1993年〜2004年）2004年、みずほ証券へ営業譲渡 | | | | | | | | | | | | | | | | みずほ証券 （2009年〜） | みずほ証券 （2009年〜） | みずほ証券 （2009年〜） | みずほ証券 （2009年〜）                                                                           | みずほ証券 （2009年〜）                                                                           | みずほ証券 （2009年〜）                                                                           |
| 大阪商事 （1917年〜1959年）現存している日本最古の証券会社（法人）                                   | 大商証券 （1959年〜1967年） | 新日本証券 （1967年〜2000年） | 新日本証券 （1967年〜2000年） | 新日本証券 （1967年〜2000年） | 新日本証券 （1967年〜2000年） | 新日本証券 （1967年〜2000年） | 新日本証券 （1967年〜2000年） | 新日本証券 （1967年〜2000年） | 新光証券 （2000年〜2009年） | 新光証券 （2000年〜2009年） | 新光証券 （2000年〜2009年） | 新光証券 （2000年〜2009年） | 新光証券 （2000年〜2009年） | 新光証券 （2000年〜2009年） | 新光証券 （2000年〜2009年） | 新光証券 （2000年〜2009年） | 新光証券 （2000年〜2009年） | みずほ証券 （2009年〜） | みずほ証券 （2009年〜） | みずほ証券 （2009年〜） | みずほ証券 （2009年〜）                                                                           | みずほ証券 （2009年〜）                                                                           | みずほ証券 （2009年〜）                                                                           |
| 玉塚證券（1891年玉塚商店として創業、1944年玉塚證券に商号変更） （1891年〜1959年）                   | 大商証券 （1959年〜1967年） | 新日本証券 （1967年〜2000年） | 新日本証券 （1967年〜2000年） | 新日本証券 （1967年〜2000年） | 新日本証券 （1967年〜2000年） | 新日本証券 （1967年〜2000年） | 新日本証券 （1967年〜2000年） | 新日本証券 （1967年〜2000年） | 新光証券 （2000年〜2009年） | 新光証券 （2000年〜2009年） | 新光証券 （2000年〜2009年） | 新光証券 （2000年〜2009年） | 新光証券 （2000年〜2009年） | 新光証券 （2000年〜2009年） | 新光証券 （2000年〜2009年） | 新光証券 （2000年〜2009年） | 新光証券 （2000年〜2009年） | みずほ証券 （2009年〜） | みずほ証券 （2009年〜） | みずほ証券 （2009年〜） | みずほ証券 （2009年〜）                                                                           | みずほ証券 （2009年〜）                                                                           | みずほ証券 （2009年〜）                                                                           |
| 山叶證券（1891年福島浪蔵商店として創業、1944年山叶證券に商号変更） （1891年〜1959年）               | 大商証券 （1959年〜1967年） | 新日本証券 （1967年〜2000年） | 新日本証券 （1967年〜2000年） | 新日本証券 （1967年〜2000年） | 新日本証券 （1967年〜2000年） | 新日本証券 （1967年〜2000年） | 新日本証券 （1967年〜2000年） | 新日本証券 （1967年〜2000年） | 新光証券 （2000年〜2009年） | 新光証券 （2000年〜2009年） | 新光証券 （2000年〜2009年） | 新光証券 （2000年〜2009年） | 新光証券 （2000年〜2009年） | 新光証券 （2000年〜2009年） | 新光証券 （2000年〜2009年） | 新光証券 （2000年〜2009年） | 新光証券 （2000年〜2009年） | みずほ証券 （2009年〜） | みずほ証券 （2009年〜） | みずほ証券 （2009年〜） | みずほ証券 （2009年〜）                                                                           | みずほ証券 （2009年〜）                                                                           | みずほ証券 （2009年〜）                                                                           |
| 大井証券 （1947年〜1968年）                                                                         | 大井証券 （1947年〜1968年） | 和光証券 （1968年〜2000年） | 和光証券 （1968年〜2000年） | 和光証券 （1968年〜2000年） | 和光証券 （1968年〜2000年） | 和光証券 （1968年〜2000年） | 和光証券 （1968年〜2000年） | 和光証券 （1968年〜2000年） | 新光証券 （2000年〜2009年） | 新光証券 （2000年〜2009年） | 新光証券 （2000年〜2009年） | 新光証券 （2000年〜2009年） | 新光証券 （2000年〜2009年） | 新光証券 （2000年〜2009年） | 新光証券 （2000年〜2009年） | 新光証券 （2000年〜2009年） | 新光証券 （2000年〜2009年） | みずほ証券 （2009年〜） | みずほ証券 （2009年〜） | みずほ証券 （2009年〜） | みずほ証券 （2009年〜）                                                                           | みずほ証券 （2009年〜）                                                                           | みずほ証券 （2009年〜）                                                                           |
| 日本勧業証券（1905年日本勧業銀行月報社として創業、1922年日本勧業証券に商号変更） （1905年〜1967年） | 日本勧業角丸証券 （1967年〜1990年） | 日本勧業角丸証券 （1967年〜1990年） | 勧角証券 （1990年〜2000年） | 勧角証券 （1990年〜2000年） | 勧角証券 （1990年〜2000年） | 勧角証券 （1990年〜2000年） | 勧角証券 （1990年〜2000年） | 勧角証券 （1990年〜2000年） | みずほインベスターズ証券 （2000年〜2013年）2013年、みずほ証券に合併 | みずほインベスターズ証券 （2000年〜2013年）2013年、みずほ証券に合併 | みずほインベスターズ証券 （2000年〜2013年）2013年、みずほ証券に合併 | みずほインベスターズ証券 （2000年〜2013年）2013年、みずほ証券に合併 | みずほインベスターズ証券 （2000年〜2013年）2013年、みずほ証券に合併 | みずほインベスターズ証券 （2000年〜2013年）2013年、みずほ証券に合併 | みずほインベスターズ証券 （2000年〜2013年）2013年、みずほ証券に合併 | みずほインベスターズ証券 （2000年〜2013年）2013年、みずほ証券に合併 | みずほインベスターズ証券 （2000年〜2013年）2013年、みずほ証券に合併 | みずほインベスターズ証券 （2000年〜2013年）2013年、みずほ証券に合併 | みずほインベスターズ証券 （2000年〜2013年）2013年、みずほ証券に合併 | みずほインベスターズ証券 （2000年〜2013年）2013年、みずほ証券に合併 | みずほインベスターズ証券 （2000年〜2013年）2013年、みずほ証券に合併                               | みずほインベスターズ証券 （2000年〜2013年）2013年、みずほ証券に合併                               |                                                                                                   |
| 日本勧業証券（1905年日本勧業銀行月報社として創業、1922年日本勧業証券に商号変更） （1905年〜1967年） | 角丸証券（1872年今村商店として創業、1937年角丸証券に商号変更） （1872年〜1967年） | | 勧角証券 （1990年〜2000年） | 勧角証券 （1990年〜2000年） | 勧角証券 （1990年〜2000年） | 勧角証券 （1990年〜2000年） | 勧角証券 （1990年〜2000年） | 勧角証券 （1990年〜2000年） | みずほインベスターズ証券 （2000年〜2013年）2013年、みずほ証券に合併 | みずほインベスターズ証券 （2000年〜2013年）2013年、みずほ証券に合併 | みずほインベスターズ証券 （2000年〜2013年）2013年、みずほ証券に合併 | みずほインベスターズ証券 （2000年〜2013年）2013年、みずほ証券に合併 | みずほインベスターズ証券 （2000年〜2013年）2013年、みずほ証券に合併 | みずほインベスターズ証券 （2000年〜2013年）2013年、みずほ証券に合併 | みずほインベスターズ証券 （2000年〜2013年）2013年、みずほ証券に合併 | みずほインベスターズ証券 （2000年〜2013年）2013年、みずほ証券に合併 | みずほインベスターズ証券 （2000年〜2013年）2013年、みずほ証券に合併 | みずほインベスターズ証券 （2000年〜2013年）2013年、みずほ証券に合併 | みずほインベスターズ証券 （2000年〜2013年）2013年、みずほ証券に合併 | みずほインベスターズ証券 （2000年〜2013年）2013年、みずほ証券に合併 | みずほインベスターズ証券 （2000年〜2013年）2013年、みずほ証券に合併                               | みずほインベスターズ証券 （2000年〜2013年）2013年、みずほ証券に合併                               |                                                                                                   |
| 公共証券 （1961年〜2000年）                                                                         | | | | | | | | | みずほインベスターズ証券 （2000年〜2013年）2013年、みずほ証券に合併 | みずほインベスターズ証券 （2000年〜2013年）2013年、みずほ証券に合併 | みずほインベスターズ証券 （2000年〜2013年）2013年、みずほ証券に合併 | みずほインベスターズ証券 （2000年〜2013年）2013年、みずほ証券に合併 | みずほインベスターズ証券 （2000年〜2013年）2013年、みずほ証券に合併 | みずほインベスターズ証券 （2000年〜2013年）2013年、みずほ証券に合併 | みずほインベスターズ証券 （2000年〜2013年）2013年、みずほ証券に合併 | みずほインベスターズ証券 （2000年〜2013年）2013年、みずほ証券に合併 | みずほインベスターズ証券 （2000年〜2013年）2013年、みずほ証券に合併 | みずほインベスターズ証券 （2000年〜2013年）2013年、みずほ証券に合併 | みずほインベスターズ証券 （2000年〜2013年）2013年、みずほ証券に合併 | みずほインベスターズ証券 （2000年〜2013年）2013年、みずほ証券に合併 | みずほインベスターズ証券 （2000年〜2013年）2013年、みずほ証券に合併                               | みずほインベスターズ証券 （2000年〜2013年）2013年、みずほ証券に合併                               |                                                                                                   |
| 大東証券 （1927年〜2001年）2001年、みずほインベスターズ証券に合併                                   | | | | | | | | | | | | | | | | | | | | |                                                                                                   |                                                                                                   |                                                                                                   |
| 東京証券（1929年高山商店として創業、1947年六鹿証券、1969年東京証券に商号変更） （1929年〜2000年）   | 東京証券（1929年高山商店として創業、1947年六鹿証券、1969年東京証券に商号変更） （1929年〜2000年）                                                                                           | 東京証券（1929年高山商店として創業、1947年六鹿証券、1969年東京証券に商号変更） （1929年〜2000年）                                                                                           | 東京証券（1929年高山商店として創業、1947年六鹿証券、1969年東京証券に商号変更） （1929年〜2000年）                                                                                           | 東京証券（1929年高山商店として創業、1947年六鹿証券、1969年東京証券に商号変更） （1929年〜2000年）                                                                                           | 東京証券（1929年高山商店として創業、1947年六鹿証券、1969年東京証券に商号変更） （1929年〜2000年）                                                                                           | 東京証券（1929年高山商店として創業、1947年六鹿証券、1969年東京証券に商号変更） （1929年〜2000年）                                                                                           | 東京証券（1929年高山商店として創業、1947年六鹿証券、1969年東京証券に商号変更） （1929年〜2000年）                                                                                           | 東京証券（1929年高山商店として創業、1947年六鹿証券、1969年東京証券に商号変更） （1929年〜2000年）                                                                                           | 東海東京証券 （2000年〜） | 東海東京証券 （2000年〜） | 東海東京証券 （2000年〜） | 東海東京証券 （2000年〜） | 東海東京証券 （2000年〜） | 東海東京証券 （2000年〜） | 東海東京証券 （2000年〜） | 東海東京証券 （2000年〜） | 東海東京証券 （2000年〜） | 東海東京証券 （2000年〜） | 東海東京証券 （2000年〜） | 東海東京証券 （2000年〜） | 東海東京証券 （2000年〜）                                                                         | 東海東京証券 （2000年〜）                                                                         | 東海東京証券 （2000年〜）                                                                         |
| 丸万証券（1908年武田商店として創業、1944年丸万証券に商号変更） （1908年〜1996年）                   | 丸万証券（1908年武田商店として創業、1944年丸万証券に商号変更） （1908年〜1996年） | 丸万証券（1908年武田商店として創業、1944年丸万証券に商号変更） （1908年〜1996年） | 丸万証券（1908年武田商店として創業、1944年丸万証券に商号変更） （1908年〜1996年） | 丸万証券（1908年武田商店として創業、1944年丸万証券に商号変更） （1908年〜1996年） | 東海丸万証券 （1996年〜2000年） | 東海丸万証券 （1996年〜2000年） | 東海丸万証券 （1996年〜2000年） | 東海丸万証券 （1996年〜2000年） | 東海東京証券 （2000年〜） | 東海東京証券 （2000年〜） | 東海東京証券 （2000年〜） | 東海東京証券 （2000年〜） | 東海東京証券 （2000年〜） | 東海東京証券 （2000年〜） | 東海東京証券 （2000年〜） | 東海東京証券 （2000年〜） | 東海東京証券 （2000年〜） | 東海東京証券 （2000年〜） | 東海東京証券 （2000年〜） | 東海東京証券 （2000年〜） | 東海東京証券 （2000年〜）                                                                         | 東海東京証券 （2000年〜）                                                                         | 東海東京証券 （2000年〜）                                                                         |
| 東海証券（1944年東海商事として創業、1948年東海証券に商号変更） （1944年〜1996年）                   | | | | | 東海丸万証券 （1996年〜2000年） | 東海丸万証券 （1996年〜2000年） | 東海丸万証券 （1996年〜2000年） | 東海丸万証券 （1996年〜2000年） | 東海東京証券 （2000年〜） | 東海東京証券 （2000年〜） | 東海東京証券 （2000年〜） | 東海東京証券 （2000年〜） | 東海東京証券 （2000年〜） | 東海東京証券 （2000年〜） | 東海東京証券 （2000年〜） | 東海東京証券 （2000年〜） | 東海東京証券 （2000年〜） | 東海東京証券 （2000年〜） | 東海東京証券 （2000年〜） | 東海東京証券 （2000年〜） | 東海東京証券 （2000年〜）                                                                         | 東海東京証券 （2000年〜）                                                                         | 東海東京証券 （2000年〜）                                                                         |
| 高木証券（1876年高木両替店として創業、2019年東海東京証券に合併）                                    | | | | | | | | | | | | | | | | | | | | |                                                                                                   |                                                                                                   |                                                                                                   |
| エース証券（1931年伊藤商店として設立、2022年東海東京証券に合併）                                    | | | | | | | | | | | | | | | | | | | | |                                                                                                   |                                                                                                   |                                                                                                   |
| 日東証券 （1910年〜1973年）                                                                         | 三洋証券 （1973年〜1997年） | 三洋証券 （1973年〜1997年） | 三洋証券 （1973年〜1997年） | 三洋証券 （1973年〜1997年） | 三洋証券 （1973年〜1997年） | 1997年、経営破綻 | 1997年、経営破綻 | 1997年、経営破綻 | 1997年、経営破綻 | 1997年、経営破綻 | 1997年、経営破綻 | 1997年、経営破綻 | 1997年、経営破綻 | 1997年、経営破綻 | 1997年、経営破綻 | 1997年、経営破綻 | 1997年、経営破綻 | 1997年、経営破綻 | 1997年、経営破綻 | 1997年、経営破綻 | 1997年、経営破綻                                                                                  | 1997年、経営破綻                                                                                  | 1997年、経営破綻                                                                                  |
| 岡三證券（1923年岡三商店として創業、1944年岡三證券に商号変更） （1923年〜2003年）                   | 岡三證券（1923年岡三商店として創業、1944年岡三證券に商号変更） （1923年〜2003年） | 岡三證券（1923年岡三商店として創業、1944年岡三證券に商号変更） （1923年〜2003年） | 岡三證券（1923年岡三商店として創業、1944年岡三證券に商号変更） （1923年〜2003年） | 岡三證券（1923年岡三商店として創業、1944年岡三證券に商号変更） （1923年〜2003年） | 岡三證券（1923年岡三商店として創業、1944年岡三證券に商号変更） （1923年〜2003年） | 岡三證券（1923年岡三商店として創業、1944年岡三證券に商号変更） （1923年〜2003年） | 岡三證券（1923年岡三商店として創業、1944年岡三證券に商号変更） （1923年〜2003年） | 岡三證券（1923年岡三商店として創業、1944年岡三證券に商号変更） （1923年〜2003年） | 岡三證券（1923年岡三商店として創業、1944年岡三證券に商号変更） （1923年〜2003年） | 岡三證券（1923年岡三商店として創業、1944年岡三證券に商号変更） （1923年〜2003年） | 岡三證券（1923年岡三商店として創業、1944年岡三證券に商号変更） （1923年〜2003年） | 岡三ホールディングス （2003年〜2008年） | 岡三ホールディングス （2003年〜2008年） | 岡三ホールディングス （2003年〜2008年） | 岡三ホールディングス （2003年〜2008年） | 岡三ホールディングス （2003年〜2008年） | 岡三証券グループ （2008年〜） | 岡三証券グループ （2008年〜） | 岡三証券グループ （2008年〜） | 岡三証券グループ （2008年〜） | 岡三証券グループ （2008年〜）                                                                     | 岡三証券グループ （2008年〜）                                                                     | 岡三証券グループ （2008年〜）                                                                     |
| 大阪屋證券 （1918年〜1986年）                                                                       | コスモ証券 （1986年〜2012年)1993年に大和銀行の子会社となり、2004年にはCSKホールディングス、2010年には岩井証券(旧)(現岩井コスモホールディングス)の子会社となる。2012年、岩井証券(新)と合併。 | コスモ証券 （1986年〜2012年)1993年に大和銀行の子会社となり、2004年にはCSKホールディングス、2010年には岩井証券(旧)(現岩井コスモホールディングス)の子会社となる。2012年、岩井証券(新)と合併。 | コスモ証券 （1986年〜2012年)1993年に大和銀行の子会社となり、2004年にはCSKホールディングス、2010年には岩井証券(旧)(現岩井コスモホールディングス)の子会社となる。2012年、岩井証券(新)と合併。 | コスモ証券 （1986年〜2012年)1993年に大和銀行の子会社となり、2004年にはCSKホールディングス、2010年には岩井証券(旧)(現岩井コスモホールディングス)の子会社となる。2012年、岩井証券(新)と合併。 | コスモ証券 （1986年〜2012年)1993年に大和銀行の子会社となり、2004年にはCSKホールディングス、2010年には岩井証券(旧)(現岩井コスモホールディングス)の子会社となる。2012年、岩井証券(新)と合併。 | コスモ証券 （1986年〜2012年)1993年に大和銀行の子会社となり、2004年にはCSKホールディングス、2010年には岩井証券(旧)(現岩井コスモホールディングス)の子会社となる。2012年、岩井証券(新)と合併。 | コスモ証券 （1986年〜2012年)1993年に大和銀行の子会社となり、2004年にはCSKホールディングス、2010年には岩井証券(旧)(現岩井コスモホールディングス)の子会社となる。2012年、岩井証券(新)と合併。 | コスモ証券 （1986年〜2012年)1993年に大和銀行の子会社となり、2004年にはCSKホールディングス、2010年には岩井証券(旧)(現岩井コスモホールディングス)の子会社となる。2012年、岩井証券(新)と合併。 | コスモ証券 （1986年〜2012年)1993年に大和銀行の子会社となり、2004年にはCSKホールディングス、2010年には岩井証券(旧)(現岩井コスモホールディングス)の子会社となる。2012年、岩井証券(新)と合併。 | コスモ証券 （1986年〜2012年)1993年に大和銀行の子会社となり、2004年にはCSKホールディングス、2010年には岩井証券(旧)(現岩井コスモホールディングス)の子会社となる。2012年、岩井証券(新)と合併。 | コスモ証券 （1986年〜2012年)1993年に大和銀行の子会社となり、2004年にはCSKホールディングス、2010年には岩井証券(旧)(現岩井コスモホールディングス)の子会社となる。2012年、岩井証券(新)と合併。 | コスモ証券 （1986年〜2012年)1993年に大和銀行の子会社となり、2004年にはCSKホールディングス、2010年には岩井証券(旧)(現岩井コスモホールディングス)の子会社となる。2012年、岩井証券(新)と合併。 | コスモ証券 （1986年〜2012年)1993年に大和銀行の子会社となり、2004年にはCSKホールディングス、2010年には岩井証券(旧)(現岩井コスモホールディングス)の子会社となる。2012年、岩井証券(新)と合併。 | コスモ証券 （1986年〜2012年)1993年に大和銀行の子会社となり、2004年にはCSKホールディングス、2010年には岩井証券(旧)(現岩井コスモホールディングス)の子会社となる。2012年、岩井証券(新)と合併。 | コスモ証券 （1986年〜2012年)1993年に大和銀行の子会社となり、2004年にはCSKホールディングス、2010年には岩井証券(旧)(現岩井コスモホールディングス)の子会社となる。2012年、岩井証券(新)と合併。 | コスモ証券 （1986年〜2012年)1993年に大和銀行の子会社となり、2004年にはCSKホールディングス、2010年には岩井証券(旧)(現岩井コスモホールディングス)の子会社となる。2012年、岩井証券(新)と合併。 | コスモ証券 （1986年〜2012年)1993年に大和銀行の子会社となり、2004年にはCSKホールディングス、2010年には岩井証券(旧)(現岩井コスモホールディングス)の子会社となる。2012年、岩井証券(新)と合併。 | コスモ証券 （1986年〜2012年)1993年に大和銀行の子会社となり、2004年にはCSKホールディングス、2010年には岩井証券(旧)(現岩井コスモホールディングス)の子会社となる。2012年、岩井証券(新)と合併。 | コスモ証券 （1986年〜2012年)1993年に大和銀行の子会社となり、2004年にはCSKホールディングス、2010年には岩井証券(旧)(現岩井コスモホールディングス)の子会社となる。2012年、岩井証券(新)と合併。 | コスモ証券 （1986年〜2012年)1993年に大和銀行の子会社となり、2004年にはCSKホールディングス、2010年には岩井証券(旧)(現岩井コスモホールディングス)の子会社となる。2012年、岩井証券(新)と合併。 | 岩井コスモ証券 （2012年〜)                                                                        | 岩井コスモ証券 （2012年〜)                                                                        | 岩井コスモ証券 （2012年〜)                                                                        |
| 〜1959年                                                                                            | 1960年〜1992年 | 1993年 | 1994年 | 1995年 | 1996年 | 1997年 | 1998年 | 1999年 | 2000年 | 2001年 | 2002年 | 2003年 | 2004年 | 2005年 | 2006年 | 2007年 | 2008年 | 2009年 | 2010年 | 2011年 | 2012年                                                                                            | 2013年〜2017年                                                                                    | 2018年                                                                                            |

### 各種データ・ランキング

#### 時価総額ランキング
- （証券会社以外の企業も傘下に持つ）持株会社と証券会社単体が混在していることに注意。

|                                          | 順位 | 時価総額    |
| ---------------------------------------- | ---- | ----------- |
| 野村ホールディングス                     | 1    | 1兆6570億円 |
| 大和証券グループ本社                     | 2    | 9961億円    |
| SBIホールディングス                      | 3    | 5417億円    |
| 松井証券                                 | 4    | 3108億円    |
| 東海東京フィナンシャル・ホールディングス | 5    | 1355億円    |
| カブドットコム証券                       | 6    | 1290億円    |
| ジャフコ                                 | 7    | 1210億円    |
| 岡三証券グループ                         | 8    | 1095億円    |
| FPG                                      | 9    | 1058億円    |
| マネックスグループ                       | 10   | 1057億円    |
| ジャパンインベストメントアドバイザー     | 11   | 1006億円    |
| GMOフィナンシャルホールディングス        | 12   | 719億円     |
| 丸三証券                                 | 13   | 556億円     |
| 澤田ホールディングス                     | 14   | 423億円     |
| 極東証券                                 | 15   | 394億円     |
| スパークス・グループ                     | 16   | 393億円     |
| いちよし証券                             | 17   | 383億円     |
| 藍澤證券                                 | 18   | 329億円     |
| 岩井コスモホールディングス               | 19   | 322億円     |
| 水戸証券                                 | 20   | 187億円     |
| 東洋証券                                 | 21   | 152億円     |
| マーキュリアインベストメント             | 22   | 121億円     |
| ヒロセ通商                               | 23   | 118億円     |
| だいこう証券ビジネス                     | 24   | 104億円     |
| マネーパートナーズグループ               | 25   | 99億円      |

### 過去に存在した証券会社
- 小川証券 （1997年5月23日営業休止）
- 三洋証券 （1997年11月3日会社更生法の適用を申請）
- 山一證券 （1997年11月24日営業休止）
- 丸荘証券 （1997年12月23日自己破産申立て）
- 中村証券 （1998年8月20日自己破産申立て）
- 山吉証券 （1998年10月21日自己破産申立て）
- 南証券 （2000年3月6日自己破産申立て）
- シュワブ東京海上証券 （2002年自主廃業）
- 東京プリンシパル証券 （2007年1月11日自主廃業）
- 海洋証券 （2007年3月1日自主廃業）
- 日本ファースト証券 （2008年3月14日自己破産申立て）
- 塚本証券 （2009年3月31日自主廃業）
- 日本プライベート証券 （2009年6月17日自主廃業）
- タイコム証券 （2009年12月25日自己破産申立て）
- トヨタファイナンシャルサービス証券（2010年4月5日東海東京証券に合併）
- アヴァロン湘南証券 （2010年5月28日自己破産申立て）
- オリエント証券 （2010年9月30日自主廃業）
- 新東京シティ証券（2011年8月12日付、金融商品取引業の登録取消し処分）
- エコ・プランニング証券（2011年10月14日廃業）
- ビルウェル証券 （2011年10月21日登録取消[5][6]）
- オルタナティブ本舗証券 （2011年11月21日廃業）
- 堂島関東証券 （2012年2月29日廃業）
- 丸大証券 （2012年3月14日倒産）
- 十字屋証券 （2012年3月31日廃業）
- 神崎証券 （2012年4月1日廃業）
- 富証券 （2012年5月21日島大証券との経営統合により解散）
- 金山証券 （2012年7月1日廃業）
- アイティーエム証券 （2012年8月10日付、金融商品取引業の登録取消し処分）
- 赤木屋証券 （2012年12月25日撤退）
- 新和証券（2013年1月1日岡三にいがた証券に合併）
- みずほインベスターズ証券 （2013年1月4日みずほ証券と合併）
- 大北証券（2013年3月、いちよし証券に吸収合併され消滅。大北証券の支店は、2020年まで、「大北盛岡支店」のように、旧社名を冠した支店名としていた。）
- スター為替証券（2013年11月29日営業休止）
- サムスン證券（2014年12月31日廃業）
- FXCMジャパン証券（2015年8月1日楽天証券に合併）
- オリックス・ホールセール証券 （2017年3月10日廃業）
- 六和証券（2017年1月4日、西村証券に事業の一部を譲渡）
- 日の出証券（2019年2月12日、内藤証券が吸収合併）
- 東郷証券（2019年8月9日付、金融商品取引業の登録取消し処分）
- 高木証券（2019年9月1日、東海東京証券が吸収合併）
- ウツミ屋証券 （ひろぎん証券へ事業譲渡し、不動産管理などを残して株式会社ウツミ屋として、法人格は存在）
- ごうぎん証券 （野村證券と山陰合同銀行の包括提携により、2020年10月31日をもって営業を終了。解散）
- とうほう証券（野村證券と東邦銀行の包括提携により、野村がとうほう証券の顧客口座に関する権利義務を承継し、2025年7月31日に解散）

## 欧米の証券会社
米国などでは投資銀行を証券会社と呼ぶことがあり日本の証券会社とは業態が大きく異なる。証券会社は日本では株式売買の取次業務が業務の中心であるのに対して、米国では引受業務やM&Aを中心に資産管理業務や年金ビジネス等も手掛けている。投資銀行はトレーディング業務も行っているが日本の証券会社とは異なり取次ではなく投資銀行自体が当事者となって証券の売買を行う。